# Sport a Milano

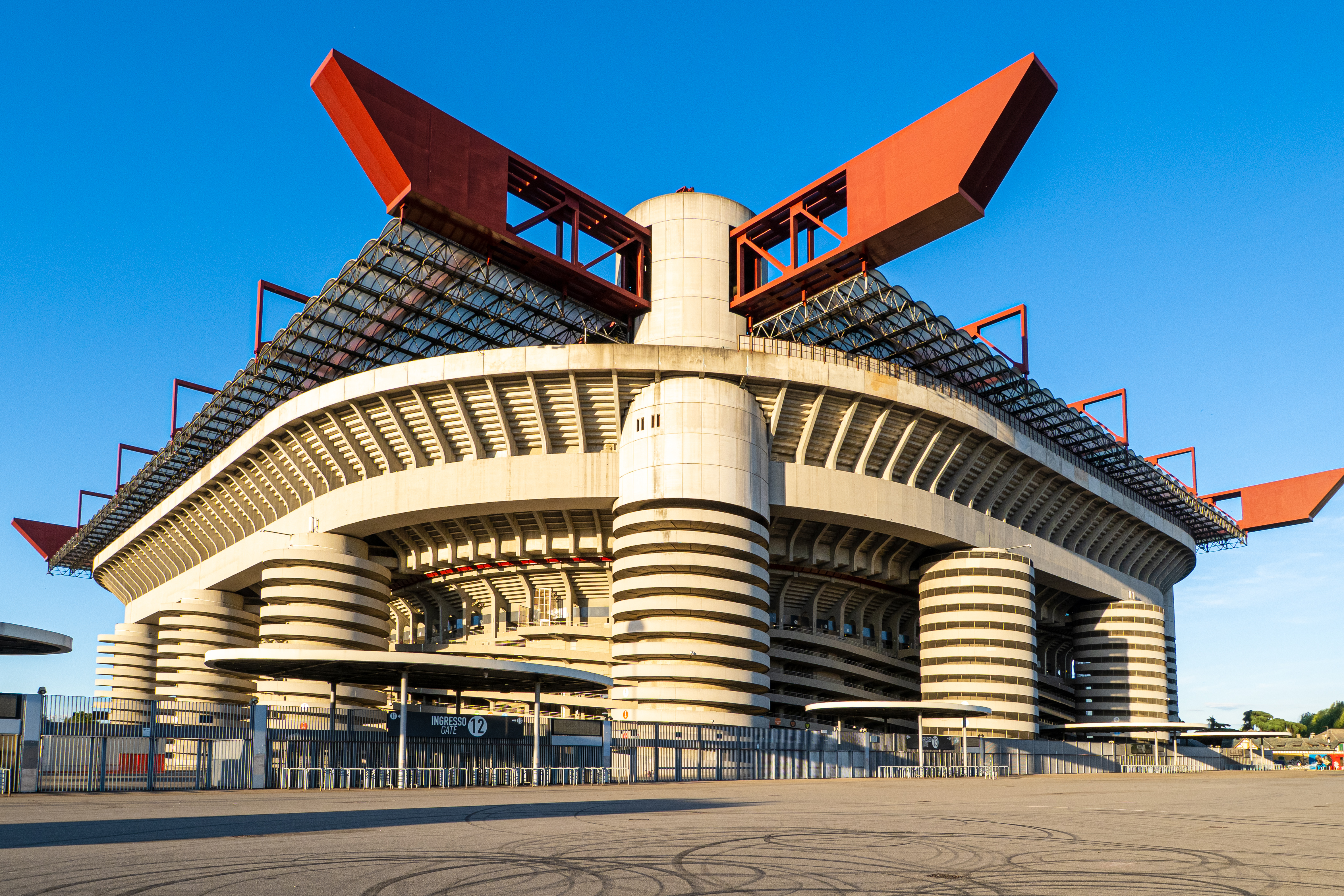
Lo stadio Giuseppe Meazza

In questa voce sono raccolte informazioni sui maggiori protagonisti dello sport a Milano e sulla storia dello sport nella città meneghina.

## Eventi sportivi rilevanti
Milano è stata sede di molti eventi di livello internazionale in moltissime discipline:
Congiuntamente alla città di Cortina d'Ampezzo, ospiterà nel 2026 i XXV Giochi olimpici invernali. Nello specifico, la cerimonia di apertura e le gare degli sport su ghiaccio: Short track, pattinaggio di figura e velocità, hockey olimpico e paralimpico.
Ha ospitato alcuni incontri dei Mondiali di calcio nel 1934 e 1990 (tra cui la partita inaugurale), e degli Europei del 1980, nonché quattro finali di Coppa Campioni/Champions League (negli anni 1965, 1970, 2001, 2016), quattro finali di Coppa UEFA/Europa League (1991, 1994, 1995 e 1997) , quattro finali di Coppa Intercontinentale e due finali di Supercoppa UEFA, quando era prevista la formula della doppia sfida (1963, 1964, 1965 e 1969 per la prima competizione, 1989 e 1994 per la seconda).
Nel ciclismo la città è stata per molti anni la sede storica dell'ultima tappa del Giro d'Italia.
Per la Pallacanestro a Milano ha visto disputare gli Europei maschili del 1979 e quelli femminili nel 1938, 1968 e 1974, la Coppa del mondo per club del 1987, 3 Finali di Coppa delle Coppe/Coppa Saporta, 3 Finali di Coppa Korac e il Mc Donald's Open del 1999; la Finale di Coppa Campioni femminile nel 1986 e quelle di Coppa Ronchetti nel 1974 e 1991.
Per la Pallavolo si è svolta a Milano la World League nel 1991, nel 1994 e nel 1998, i Mondiali U21 nel 1985, gli Europei sia maschili sia femminili nel 1971. Nel 2018 si sono svolte alcune gare dei Mondiali di Volley maschile.
Nell'hockey su ghiaccio, a Milano si sono disputate decine di finali del campionato nazionale oltre agli Europei del 1924, i Mondiali del 1934 e del 1994.
Nella Canoa/Kayak Milano ha ospitato I Campionati del mondo nel 1999, i Campionati Europei nel 2001 e nel 2008 e numerose volte Coppa del mondo e Coppa Europa. 
Nel Canottaggio ha ospitato la "The Nations Cup" nel 1997 e i Campionati del mondo nel 2003, disputati all'Idroscalo.
Alla città è stato assegnato il titolo di Capitale europea dello sport per il 2009.
La città ha anche ospitato i Mondiali di Pattinaggio di figura nel 2018 e i Mondiali di Scherma nel 2023.
A Milano sono state organizzate anche alcune gare di snowboard e di sci di fondo valide per le rispettive Coppe del Mondo.

## Impianti sportivi

### In uso

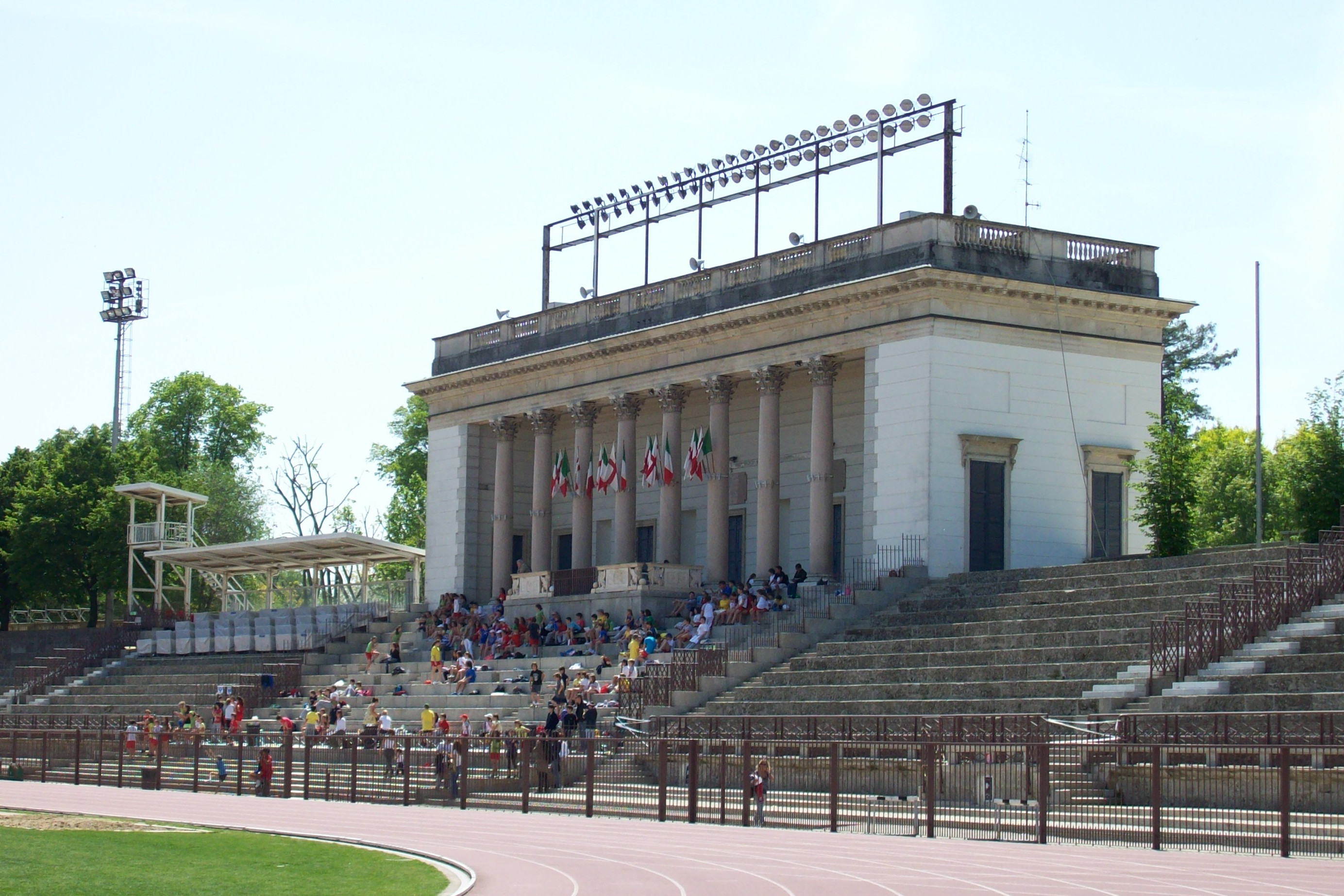
L'Arena Civica

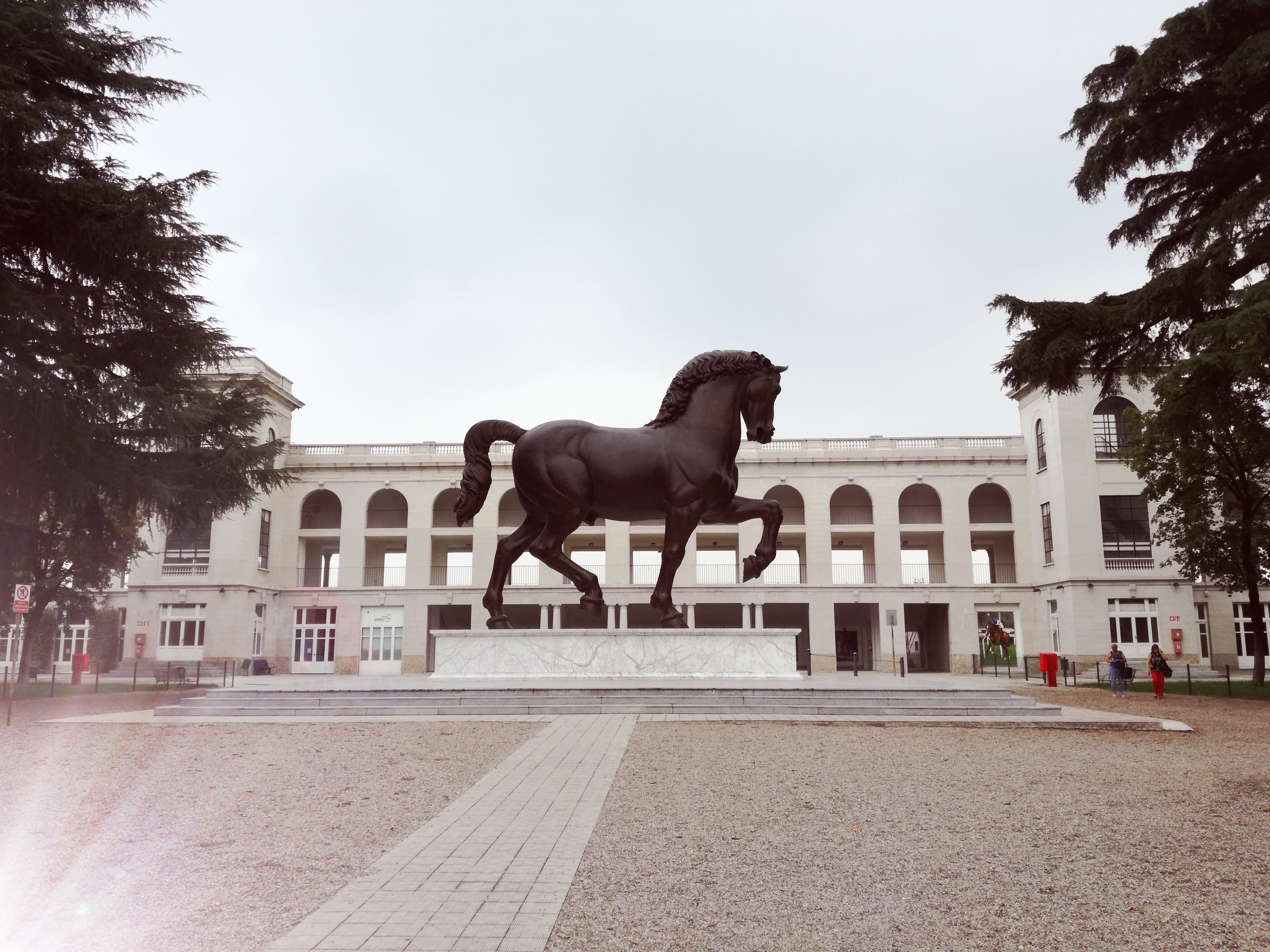
L'Ippodromo del galoppo di San Siro

- Arena Civica Gianni Brera (atletica leggera, rugby a 15 e calcio)
- Centro Sportivo JF Kennedy (Baseball, Softball, Tennis, Calcio)
- Centro Sportivo Saini (football americano, baseball, nuoto sincronizzato e pallanuoto)
- Ippodromo del galoppo di San Siro (ippica - specialità galoppo)
- Ippodromo La Maura (ippica - specialità trotto)
- Lido di Milano (tennis, calcio a 5, pattinaggio, minigolf e nuoto)
- PalaLido (pallacanestro, pallavolo)
- Piscina Cozzi (sport acquatici)
- Piscina Romano (sport acquatici)
- Sferisterio di via Palermo (vari sport)
- Stadio del ghiaccio Agorà (hockey su ghiaccio)
- Stadio Giuseppe Meazza (calcio)
- Velodromo Maspes-Vigorelli (football americano, ciclismo e hockey su prato)

### Non più in uso
- Bagni di Diana (nuoto)
- Campo Acquabella (calcio)
- Campo di via Stelvio (calcio)
- Campo di via Goldoni (calcio)

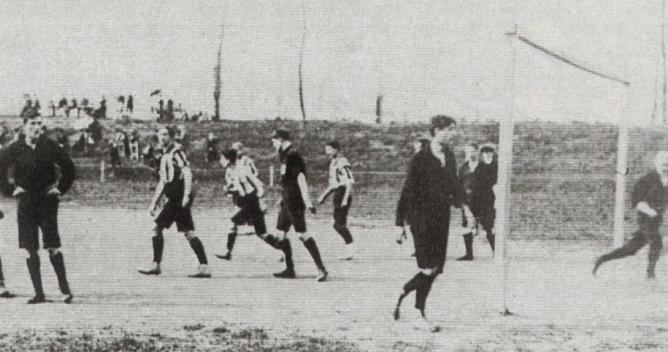
- 0-3 del 2 aprile 1905 sul Campo dell'Acquabella.

- Campo di Viale Lombardia (calcio, rugby a 15 e atletica leggera)
- Campo di Ripa Ticinese (calcio)
- Campo Milan di Porta Monforte (calcio)
- Campo Pirelli (calcio)
- Campo Trotter (calcio)
- Ippodromo del trotto di San Siro (ippica - specialità trotto)
- Kursaal Diana (palla basca)
- PalaSharp (pallacanestro)
- Palasport di San Siro (pallacanestro)
- Velodromo Sempione (calcio, ciclismo e rugby)

## Discipline sportive

### Calcio
Calcio maschile

Il capitano interista Sandro Mazzola e quello milanista Gianni Rivera prima del derby di Milano del 27 marzo 1977, sotto lo sguardo dell'arbitro Paolo Casarin

A Milano hanno sede il Milan e l'Inter, due delle squadre più titolate in Italia, avendo complessivamente vinto 39 scudetti (19 titoli il Milan e 20 l'Inter), oltre a 10 Coppe dei Campioni/UEFA Champions League (7 il Milan e 3 l'Inter), 14 Coppe Italia, 16 Supercoppe Italiane, 2 Coppe delle Coppe, 3 Coppe UEFA/Europa League, 2 Coppe Latine, 5 Supercoppe Europee e 7 Coppe Intercontinentali/Coppe del mondo per club. L'Inter è inoltre l'unico club calcistico italiano a non essere mai retrocesso dalla Serie A. L'impianto di gioco per entrambe è lo Stadio Giuseppe Meazza, anche noto come Stadio San Siro, il più capiente d'Italia.
Il terzo club di Milano per tradizione storica è l'Unione Sportiva Milanese (USM), squadra originariamente sorta nel 1902 da una costola della Società per l'Educazione Fisica Mediolanum (importante società ginnica di inizio Novecento poi estinta). L'USM nella sua storia ha ottenuto due finali scudetto, entrambe perse contro la Pro Vercelli nel 1908 e nel 1909, e ha vinto un Torneo FGNI nel 1901, disputato però ancora sotto il nome di Mediolanum. Soprannominati "scacchi meneghini" per via delle loro maglie inquartate bianco-nere, sopravvissero fino al 1928, quando vennero fusi con l'Inter dando origine all'Ambrosiana. La polisportiva si specializzò anche in altri sport come basket, rugby, ciclismo ed atletica. Il nome del club è stato recuperato nel 2020 con la fondazione del Football Club Milanese, previa fusione di due squadre dell'hinterland cittadino, la Zivido e la Metanopoli; la "nuova Milanese" gioca nei campionati dilettantistici locali.
Di rilievo è anche la tradizione sportiva dell'Alcione, squadra del municipio 7 fondata nel gennaio 1952. Gli orange (così soprannominati per via delle casacche arancioni) hanno avuto tra i loro presidenti Ernesto Pellegrini, già patròn dell'Inter, e l'ex sindaco di Milano Carlo Tognoli. L'Alcione si è affermato essenzialmente per il suo settore giovanile, nelle cui file si è formato (tra gli altri) Giuseppe Dossena, campione del Mondo a Spagna '82; nel terzo millennio si è assistito altresì all'ascesa della prima squadra, che si è spinta fino alla Serie D, vincendo finanche il campionato e ottenendo la promozione nel professionismo. Le gare interne vengono giocate perlopiù al centro sportivo "Kennedy", presso il parco delle Cave, e occasionalmente all'Arena Civica. Dal 2018 il club ha una propria sussidiaria, l'Atletico Alcione, che opera solo nel settore giovanile.
Il quartiere di Calvairate esprime due formazioni di tradizione amatoriale: il Calvairate, fondato nel 1946 e contraddistinto dai colori biancorossoblù, e la ben più titolata Ausonia, nata nel 1931, identificata dalle tinte neroverdi e che vanta uno dei palmares dilettantistici più prestigiosi d'Italia.
Il Gruppo Sportivo Villa rappresenta Villa San Giovanni: nato il 19 settembre 1969 come Unione Sportiva Nika, ha poi cambiato nome prendendolo dal quartiere d'appartenenza. Mai spintosi oltre i campionati dilettantistici a carattere locale, gioca le proprie partite interne al centro sportivo "G. Mauro" in via Stefano Ussi.
Il Brera Football Club, nato nel 2000 rilevando il preesistente Atletico Milan, si è a sua volta fregiato del titolo di "terza squadra cittadina" e ha usufruito a tratti dell'Arena Civica come campo interno. Veste i colori neroverdi. Dopo un ventennio integralmente trascorso nel dilettantismo (arrivando fino alla Serie D), negli anni 2020 ha intrapreso un percorso a livello internazionale: sciolta la prima squadra, si è quotata al Nasdaq come Brera Holdings PLC, schierando proprie formazioni in diversi campionati di vari paesi (Macedonia del Nord, Mozambico, Mongolia) e organizzando tornei internazionali tra squadre dilettantistiche
Espressione del municipio 5 è la Frog Milano, nata nel 2002 dalla fusione tra il G.S. Frogmontegani e l'U.S. La Rossa; ha sempre militato nei campionati dilettantistici, veste i colori gialloverdi e gioca le sue partite interne al centro sportivo "Froghello" di via Teresa Noce.
La Bovisa esprime la Garibaldina 1932, che veste i colori rossoverdi, gioca e si allena al centro sportivo G. Massola in via don Giovanni Minzoni. Di tradizione sportiva dilettantistica, è stata insignita dell'Ambrogino d'oro e della stella al merito sportivo.
A Morsenchio, presso il campo sportivo di via Quintiliano, ha sede la Macallesi, fondata nel 1927; veste maglie azzurre con banda trasversale gialla e un quadrifoglio sul petto. Vi si è formato il portiere Walter Zenga. La sua tradizione sportiva è dilettantistica.
Presso il quartiere Ortica, al campo sportivo di via Tucidide, si situa la Franco Scarioni, compagine fondata nel 1925 in memoria di un noto giornalista milanese deceduto durante la prima guerra mondiale. Gioca in maglia arancione. In gioventù vi ha militato Giuseppe Prisco, poi noto dirigente dell'Inter.
Puramente dilettantistica è anche la lunga tradizione (iniziata a settembre 1908) del Football Club Enotria 1908, che gioca le partite interne nel campo sportivo di via Carlo Cazzaniga a Crescenzago. Come colori sociali ha il rosso e il blu. 
Altre squadre che sono esistite a Milano nella sua grande storia calcistica maschile sono la AC Libertas (la terza squadra meneghina in ordine cronologico dopo Milan e USM, nata nel 1905 come Racing Club Italia), la Juventus Italia (nata nel 1911), la Ardita Ausonia, la Nazionale Lombardia, lo Sport Club Italia, il Savoia Milano (con campo al Portello vicino alla sede dell'Alfa Romeo), la Associazione Milanese del Calcio (AMC), i gruppi sportivi Pirelli e Alfa Romeo (quest'ultima ebbe tra i tesserati un giovane Valentino Mazzola alla fine degli anni 1930), ed il Circolo Sportivo Rizzoli, esistito tra il 1948 ed il 1964.
Calcio femminile
Nel settore femminile con 4 scudetti vi sono l'AC Milan e l'Inter Women entrambe in Serie A. Precedentemente, prima delle acquisizioni delle squadre, concessa dalla FIGC per l'odierna Serie A nell'ultimo decennio, esistevano entrambe le compagini nella capitale meneghina: la ACF Milan (4 scudetti in Serie A femminile), la ASDF Inter Milano e il ACF Milan 82 (inizialmente ACF Bresso), altra squadra meneghina diversa da ACF Milan che ha conquistato uno scudetto femminile nel 1991-1992. 
Nel 2016 è invece nata la terza squadra femminile cittadina, Minerva Milano, nata nel 1962 con i colori nero-verde dove ha sede a Cascina Gobba, attualmente militante nel campionato regionale di Eccellenza.

### Pallacanestro

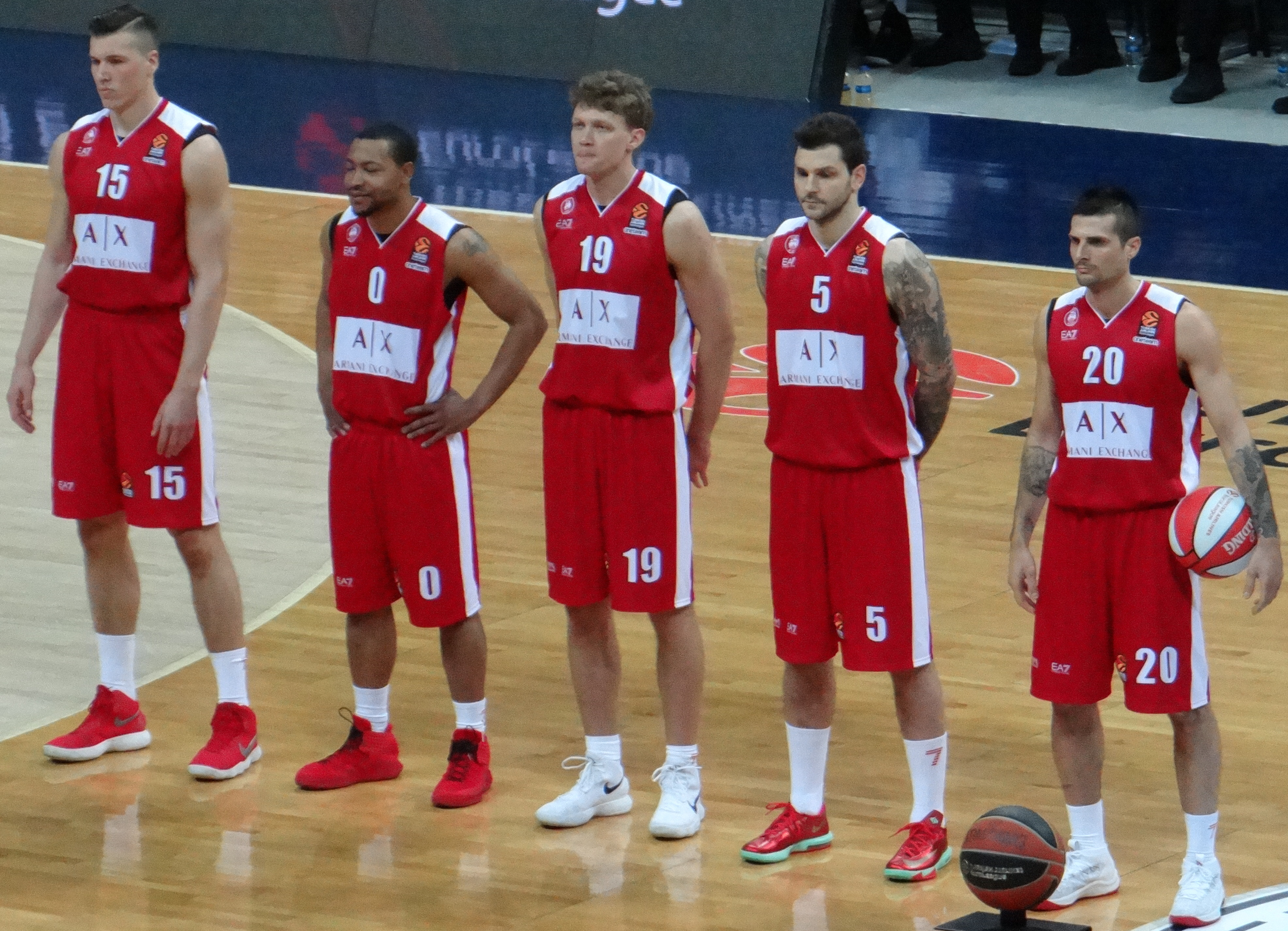
Il quintetto dell'Olimpia Milano prima di una partita dell'Eurolega 2017-2018

In città ha sede la squadra di pallacanestro maschile più titolata d'Italia, l'Olimpia Milano, che ha vinto ben 33 Campionati Italiani e 3 volte l'Eurolega (all'epoca nota come Coppa dei Campioni) oltre che svariate coppe nazionali e internazionali. L'impianto di gioco è il Mediolanum Forum di Assago. In Serie A2  milita la seconda squadra cittadina: l'Urania Milano Wildcats; che ha come impianto di gioco il PalaLido (Allianz Cloud). Nel passato hanno vinto il campionato italiano società scioltesi come ASSI Milano (6), ed uno a testa l'Internazionale Milano e la SEF Costanza Milano. A livello Femminile in serie A2 gioca la Pallacanestro Sanga Milano, oltre alla vicine Sesto San Giovanni, in Serie A1 e Carugate in Serie A2.

### Football americano

I Rhinos Milano campioni d'Italia per la terza volta consecutiva nel 1983

Attualmente a Milano militano 3 squadre di football americano, 2 in Italian Football League (la serie A della Federazione Italiana di American Football: Rhinos e Seamen) e una in Terza Divisione Federazione Italiana di American Football (i Rams). Delle squadre attualmente esistenti hanno militato a Milano anche i Frogs. Nel corso del tempo sono poi esistite altre squadre milanesi di football americano, una delle quali è anche arrivata a vincere il Superbowl italiano (i Pharaones), mentre le altre (Diavoli Milano, poi divenuti Falchi Modena, Falcons, Pythons, Riders) hanno avuto risultati non apprezzabili.

### Pallavolo

I pallavolisti Andrea Zorzi, Claudio Galli e Dusty Dvorak al Gonzaga Milano nella stagione 1990-1991

Dalla stagione 2014-2015 la città ha una squadra di pallavolo maschile che disputa il campionato di Superlega, il Powervolley Milano, con sede di gara al PalaLido. Formalmente ha sede nel capoluogo lombardo anche un altro club di Superlega, il Volley Milano, che però dalla stagione 2012-2013 disputa le sue partite nel Palazzetto dello Sport della vicina Monza.
A livello femminile, in Serie A2, al Centro Pavesi di Milano gioca la franchigia federale del Club Italia.
Tra le società scomparse, degno di nota rimane il Volley Gonzaga Milano, ai vertici della pallavolo maschile tra gli anni 80 e 90 del XX secolo; figurano inoltre le brevi esperienze, entrambe risalenti alla seconda metà degli anni 2000, della Sparkling Volley Milano nel maschile e della Life Volley Milano nel femminile. C'è infine la Pallavolo Milano Vittorio Veneto, attiva oggi nelle serie minori ma con trascorsi in massima serie, sia nel maschile sia nel femminile, tra gli anni 50 e 70 del XX secolo.

### Hockey su ghiaccio
La città ha una squadra di hockey maschile che disputerà il prossimo campionato di serie A, l'Hockey Milano Rossoblu, che continua la tradizione dei tanti club che hanno vinto tanti scudetti (32) a Milano. L'impianto di gioco è lo Stadio del ghiaccio Agorà.

### Ciclismo

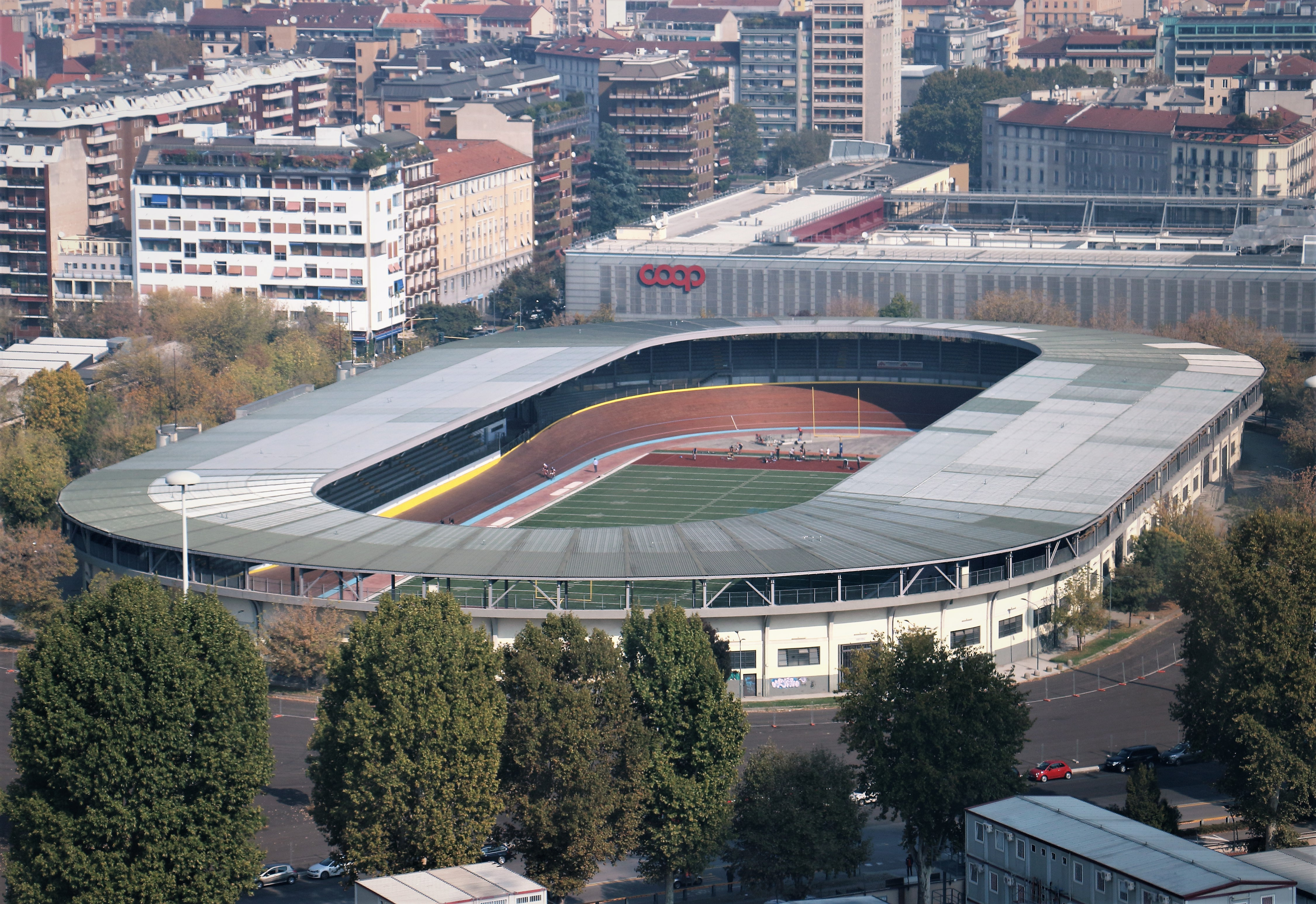
Il Velodromo Maspes-Vigorelli

Milano è stata per anni il principale polo italiano, e uno dei più importanti poli mondiali, del ciclismo su pista. Negli anni cinquanta-settanta era famosissimo il Velodromo Maspes-Vigorelli dove si disputarono memorabili Sei giorni e che fu più volte sede del Campionato del mondo di ciclismo su pista. Venne poi sostituito dal nuovissimo e avveniristico Palasport di San Siro che proseguì la tradizione delle grandi corse su pista. Dopo la dismissione del Velodromo Maspes-Vigorelli e il crollo del Palasport di San Siro nel 1985 Milano non ha più una struttura per portare avanti la grande tradizione del ciclismo su pista.
Da sottolineare che il ciclismo italiano è particolarmente legato a Milano, sia perché qui hanno sede la quasi totalità delle aziende produttrici di biciclette, sia per il fatto che il quotidiano milanese La Gazzetta dello Sport è l'ideatore e tuttora l'organizzatore delle quattro più importanti gare che vengono disputate ogni anno in Italia: Giro d'Italia, Milano-Sanremo, Milano-Torino e Giro di Lombardia. Esclusa la Milano-Torino, che ha perso prestigio e fascino nei decenni passati, le altre tre gare fanno parte del circuito UCI World Tour e sono tra le più prestigiose gare a livello mondiale. Milano è anche tradizionalmente sede dell'ultima tappa del Giro d'Italia.

### Rugby

L'Amatori Milano (all'epoca noto come Milan Rugby) festeggia la vittoria dello scudetto 1995-1996

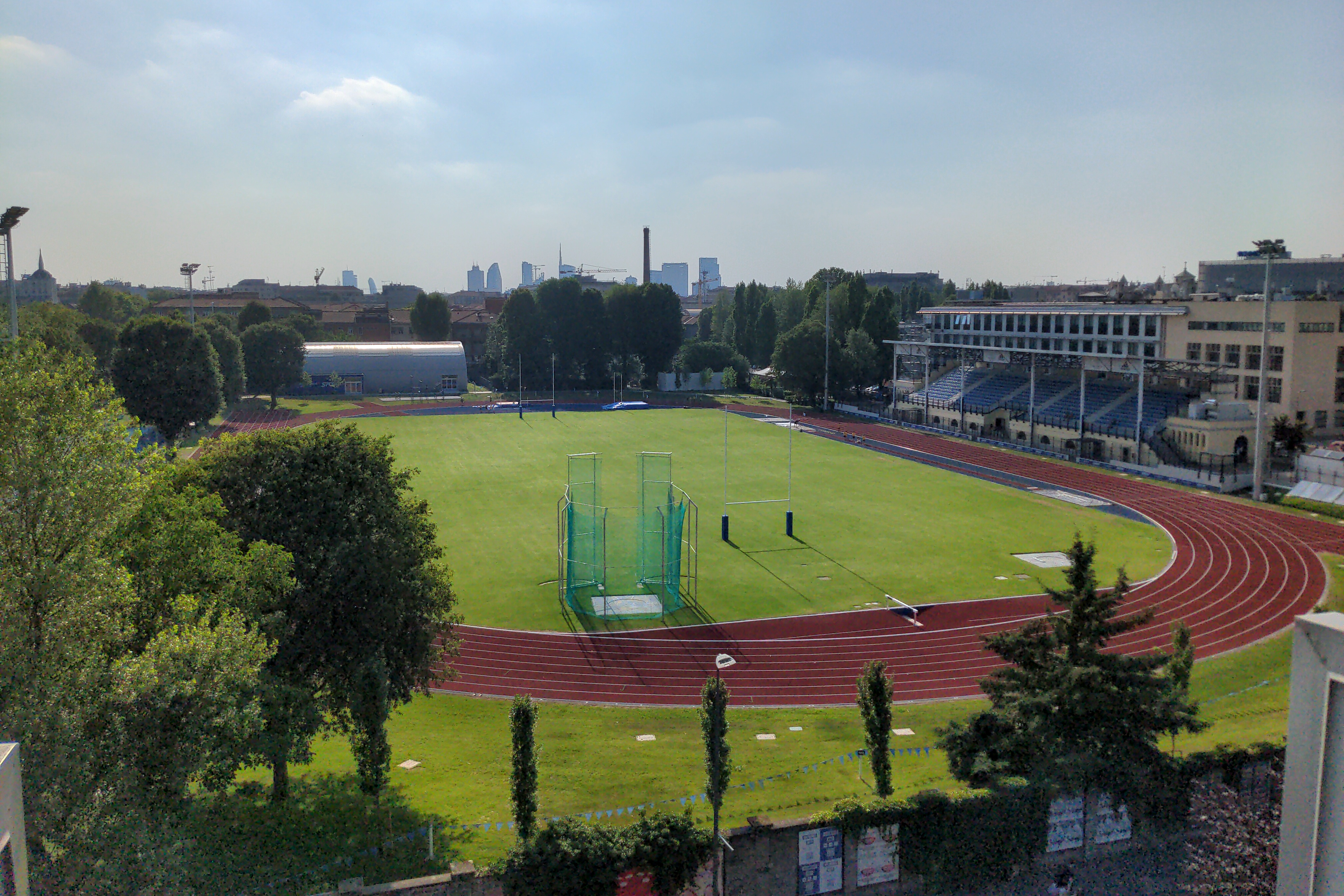
Il Campo sportivo Mario Giuriati

Hanno sede a Milano 3 società di rugby, l'A.S. Milano Rugby che gioca le sue partite nel Centro sportivo G.B. Curioni, il CUS Milano, che gioca al Campo sportivo Mario Giuriati, e l'Amatori&Union. Fino al 2015 era attiva una franchigia Grande Milano che raggruppava numerose società della città e dell'area metropolitana.
Nel 2011 si è sciolto l'Amatori Milano che ha vinto 18 campionati italiani, record ancora imbattuto. Dal 1988 al 1998 fece parte dell'orbita della Polisportiva Milan. Giocava le proprie partite interne all'Arena Civica.

### Baseball
A rappresentare Milano nella massima serie attualmente ci sono due club dell'hinterland: il A.S.D. SENAGO MILANO UNITED e il A.S.D. BOLLATE B.C. 1959, che militano nel campionato di Serie A Federale.

### Pallanuoto
La Rari Nantes Milano ha vinto il campionato italiano maschile di pallanuoto nel 1920 e nel 1932, mentre la Canottieri Olona se lo è aggiudicato nel 1947. La società CUS Milano gioca nella serie B del campionato di pallanuoto. Nella pallanuoto femminile la N.C. Milano gioca in serie A2.

### Hockey su prato
Vicino a Milano, gioca nella massima serie il Hockey Cernusco 2000 che milita nel campionato di Serie A2.

### Hockey in linea
Il H.R.C. Milano 24  è campione d'Italia del campionato di Serie A1  negli ultimi 4 anni.